# Lil' Wil
Lil' Wil, pseudonimo di Wil Martin (New Orleans, 25 giugno 1987), è un rapper statunitense.
Cresciuto a Dallas, Texas, ha debuttato nel 2007 con il brano "My Dougie", primo singolo estratto dal suo primo album studio Dolla$, TX, uscito nel 2008 sotto l'etichetta Asylum Records. "My Dougie" ha raggiunto la classifica Billboard, mentre Dolla$, TX è salito sino alla 3ª posizione di Billboard Top Heatseekers.

## Discografia

### Album
- Dolla$, TX - 2008

### Singoli
| Anno | Singolo        | Classifiche | Classifiche | Classifiche | Album      |
| Anno | Singolo        | US R&B      | US          | US Rap      | Album      |
| ---- | -------------- | ----------- | ----------- | ----------- | ---------- |
| 2007 | "My Dougie"    | 35          | 119         | 16          | Dolla$, TX |
| 2008 | "Bust It Open" | 56          | —           | 25          | Dolla$, TX |